# Frantz Bertin
Frantz Bertin és un futbolista haitià, que va néixer a París, França el 30 de maig de 1983. Ocupa la posició de migcampista.
Es va iniciar al planter de la Juventus FC italiana, d'on passa al filial del Racing de Santander. A la temporada 04/05 debuta amb el primer equip càntabre, amb qui suma quinze partits a la màxima categoria. Posteriorment hi militaria al CD Tenerife, a l'Atlètic de Madrid B i al Benidorm CD.
El 2008 deixa la competició espanyola i recala al FC Luzern de Suïssa. A l'any següent fitxa pel conjunt grec de l'OFI Creta.

## Selecció
Bertin ha estat 41 partits internacional amb la selecció d'Haití, tot participat en la Copa d'Or de la Concacaf de 2007 i de 2009.